# Peter Parker (auteur)
Pour les articles homonymes, voir Peter Parker.
Peter Parker (né le 2 juin 1954 à Herefordshire) est un biographe, historien, journaliste et éditeur britannique. Il a été élu membre de la Royal Society of Literature en 1997.

## Vie et carrière

### Éducation
Peter Parker est né d'Edward Parker et de Patricia Sturridge le 2 juin 1954 dans le Herefordshire, dans les Midlands de l'Ouest de l'Angleterre. Il a fréquenté Les Downs Malvern à Colwall et à École Canford dans le Dorset et a étudié la littérature anglaise à University College de Londres. Il a commencé une carrière dans le journalisme littéraire alors qu'il travaillait à la librairie du Design Centre dans les années 1980, contribuant régulièrement à des critiques de livres pour Gay News et The London Magazine. Il a publié un certain nombre de nouvelles dans The London Magazine, le magazine Fiction, Critical Quarterly et trois anthologies PEN/Arts Council.

### Livres
Peter Parker s'est ensuite tourné vers l'écriture de non-fiction et son premier livre, The Old Lie: The Great War and the Public-School Ethos, a été publié par Constable en 1987. Une édition de poche, avec une nouvelle introduction, a été publiée par Bloomsbury en 2007,.
Son deuxième livre, Ackerley : The Life of JR Ackerley, a été publié par Constable au Royaume-Uni en 1989 et par Farrar, Straus and Giroux en Amérique,,,.
Il a édité (et écrit une grande partie) de deux encyclopédies littéraires : A Reader's Guide to the Twentieth-Century Novel, publiée au Royaume-Uni par Fourth Estate et Helicon en 1994 et en Amérique par Oxford University Press en 1995, et A Reader's Guide to Twentieth-Century Writers publié au Royaume-Uni par Fourth Estate et Helicon en 1995, et en Amérique par Oxford University Press en 1996.
Il a ensuite écrit la biographie « définitive » de Christopher Isherwood qu'il lui a fallu 12 ans pour terminer ; il a dit : "J'ai été marié à Christopher Isherwood pendant 12 ans et à JR Ackerley, je pense, seulement pendant quatre ans.". Le livre a été publié en 2004, à l'occasion du centenaire de la naissance d'Isherwood, par Pan Macmillan au Royaume-Uni sous le titre Isherwood et par Random House en Amérique sous le titre Isherwood : A Life Revealed. David Thomson, dans The New Republic, l'a décrit comme suit : « Immense et magnifique… Une vie révélée est un sous-titre modeste pour un processus aussi intimidant de reconstruction et de réévaluation. ».
The Last Veteran: Harry Patch and the Legacy of War a été publié par HarperCollins le jour de l'Armistice en 2009. Simon Heffer dans Daily Telegraph a écrit : « Un beau travail de recherche et d'histoire. Parker raconte comment la guerre a pris fin et comment les conséquences ont été gérées ».
Housman Country: Into the Heart of England, est l'histoire culturelle de A Shropshire Lad, a été publiée par Little, Brown en 2016,. Il figurait parmi les meilleurs livres de 2016 de Financial Times, de The Spectator, de Evening Standard et de The Sunday Times. Le livre a été publié aux États-Unis en 2017 par Farrar, Straus et Giroux, et a été choisi par l'éditeur The New York Times.
Peter Parker a écrit un récit discursif de l'histoire et des origines des noms de plantes dans son livre A Little Book of Latin for Gardeners publié par Little, Brown en 2018,.

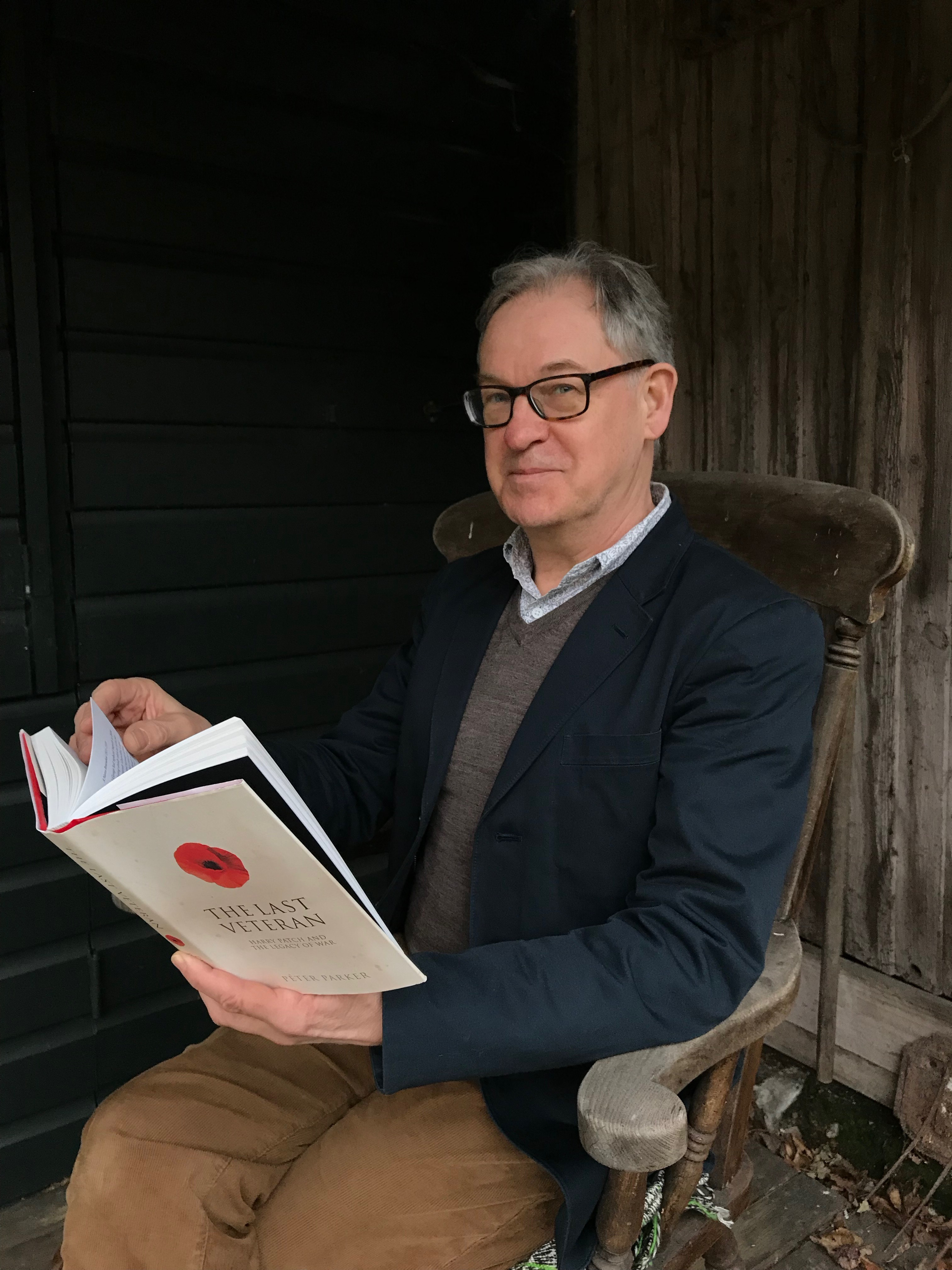
Peter Parker à Londres en janvier 2019.

### Journalisme
Peter Parker a été rédacteur adjoint de Dictionary of National Biography en 2004, et reste rédacteur consultatif pour les mises à jour régulières du projet.
Parmi les livres auxquels Parker a contribué figurent British Writers de Scribner (sur Leslie Poles Hartley, 2002), la septième édition de The Oxford Companion to English Literature (2009) Cinquante livres gays et lesbiens que tout le monde doit lire (2009) et Britten's Century, publié en 2013 à l'occasion du centenaire du compositeur Benjamin Britten. Son édition du roman In the Making de GF Green de 1952 a été publiée comme Penguin Modern Classic en 2012, et en 2016, il a écrit une introduction à l'édition Slightly Foxed des mémoires de Diana Petre de 1975, The Secret Orchard of Roger Ackerley. Un long métrage d'animation du livre My Dog Tulip de JR Ackerley, pour lequel il a collaboré au scénario et a agi en tant que conseiller des producteurs, est sorti en 2010.
Peter Parker a été membre du comité exécutif du English PEN de 1993 à 1997 et administrateur de la Fondation littéraire PEN, agissant en tant que président de 1999 à 2000. Il a siégé au comité de London Library de 1999 à 2002, avant de devenir administrateur (2004-07) ; président du comité consultatif de Lindley Library de Royal Horticultural Society (2009-2013) ; et vice-président du Conseil de Royal Society of Literature (2008-2014). De 2014 à 2017, il était chercheur invité à l'École des Arts de l'Université de Northampton.
Depuis 1979, Peter Parker a fréquemment rédigé des critiques et des articles dans de nombreux journaux et magazines, notamment The Listener, The Independent, The Daily Telegraph, The Sunday Times, The Spectator, The Times Literary Supplement, the New Statesman, The Oldie, Slightly Foxed, Apollo et le trimestriel de jardinage Hortus,. Il a fait partie du comité de rédaction du London Library Magazine, (2008-2019) alors qu'il continue de siéger au comité de rédaction de Royal Institut of British Architects A Magazine,. Depuis 1990, il est l'un des juges du prix annuel Ackerley pour l'autobiographie littéraire, devenant président en 2007 et il a été pendant plusieurs années l'un des juges de Encore Award pour un deuxième roman.